# 俄国共产党（布尔什维克）第十一次代表大会
俄国共产党（布尔什维克）第十一次代表大会（俄语：Одиннадцатый Съезд Российской коммунистической партии (большевиков)），简称俄共（布）十一大（XI съезд РКП(б)），于1922年3月27日至4月2日在莫斯科召开。此次会议选举产生俄国共产党（布尔什维克）的第11届中央委员会。

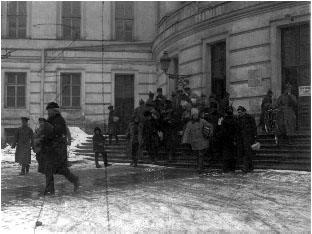
部分代表

在俄共（布）十一大上，列夫·托洛茨基抨击了谢尔盖·古谢夫和米哈伊尔·伏龙芝的红军政策，尤其是纪律问题、政治教条、以及与农民之间的关系。托洛茨基在辩论中落败，导致文官评论家在红军中丧失威望。在俄共（布）十一大后，文官被越来越限制进入军队之中，平民越来越多的被排挤在军事相关决议之外。
此次会议结束后的第二天，托洛茨基及其追随者被斯大林排除在外，约瑟夫·斯大林被选举为中央书记处书记，尼古拉·布哈林和阿列克谢·李可夫进入中央政治局，二人联手对抗托洛茨基。
列宁由于在四月进行了手术，但在五月中风，身体不佳。但列宁依然在第一次中风以后，12月完成了一份遗嘱，并交给了妻子克鲁普斯卡娅。
《列宁遗嘱》评论了六位苏共的高级领导人，包括：托洛茨基、斯大林、季诺维也夫、加米涅夫、布哈林、皮达可夫。其中列宁对斯大林的看法是：
“斯大林同志当了总书记，掌握了无限的权力，他能不能永远十分谨慎地使用这一权力，我没有把握。”
“斯大林太粗暴，这个缺点在我们中间，在我们共产党人相互交往中是完全可以容忍的，但是在总书记的职位上就成为不可容忍的了。因此，我建议同志们仔细想个办法把斯大林从这个职位上调开，任命另一个人担任这个职位，这个人在所有其它方面只要有一点强过斯大林同志，这就是较为耐心、较为谦恭、较有礼貌、较能关心同志，而较少任性等等。”
同期列宁和斯大林在关于外贸垄断和格鲁吉亚事件问题上发生严重争执。
俄共十一大通过了：为了捍卫无产阶级专政，“应当剥夺一切敌视蘇維埃政权的政治集团的组织自由”，而“俄国共产党（布尔什维克）是俄国境内唯一合法政党”。自此，一党专政这一非常时期的非常状态被党的决议确定下来。